# أكسانا ألكسيفنا كافالتشوك
أكسانا ألكسيفنا كافالتشوك (من مواليد 23 نوفمبر 1979) هي لاعبة كرة طائرة بيلاروسية سابقة، تلعب كلاعب1979 كلاعب خارجي في المنتخب الوطني البيلاروسي لكرة الطائرة سيدات. 

## روابط خارجية
- أكسانا ألكسيفنا كافالتشوك على موقع الاتحاد الأوروبي (الإنجليزية)
- أكسانا ألكسيفنا كافالتشوك على موقع عالم الكرة الطائرة (الإنجليزية)